# Стоян Хаджиев – Вампиро
 Тази статия е за горянина.  За ениджевардарския войвода вижте Стоян Хаджиев.  
Стоян Велев Хаджиев – Вампиро, Вампирджията или Фантома е български революционер, горянин и разузнавач.

## Биография
Стоян Хаджиев е роден на 19 март 1886 година в демирхисарското село Ливадово (Джума махала), тогава в Османската империя. Отбива военната си служба в гръцката армия след 1913 година, когато областта попада в границите на Кралство Гърция. Между 1918 и 1923 година бяга в Царство България и се установява в Ширбаново, днес Рупите. Присъединява се към ВМРО на Иван Михайлов и действа на гръцка територия. В средата на 30-те години на XX век е съден за контрабанда и същевременно е вербуван от българското разузнаване. В 1939 година е изпратен на разузнавателна мисия в района на Дойран и Кукуш. Разкрит е от гърците, но успява да се изтегли. След дълги планински преходи е заловен от югославските власти, които го подлагат на мъчения. През 1941 година подпомага немската армия да преодолее укрепената гръцка линия „Метаксас“.
След Деветосептемврийския преврат от 1944 година се присъединява към БРП (к) и продължава да изпълнява разузнавателни дейности. След процеса срещу Трайчо Костов през 1949 година, заради миналото си на михайловист и царски разузнавач Хаджиев е изключен от партията и скоро се превръща в най-търсения диверсант и трафикант на бегълци през българо-гръцката граница. По-късно се присъединява към горянската чета на Радко Щангалов, която действа в района на Предела срещу комунистическите власти. През 1951 година бяга в Гърция заедно с Пандо Костов, където вероятно е подготвял диверсанти във военен лагер. Семейството му е интернирано в кубратското село Севар, но след 1955 година им е позволено да се върнат в Мулетарово (Рупите). Стоян Хаджиев и Иван Менчев (избягал в Белгия) са осъдени задочно на смърт и на конфискация на цялото им имущество през октомври 1951 година.
Стоян Хаджиев умира неизвестно кога и къде. Според негови родственици е бил преподавател във военна школа в Гърция, след което е починал в старчески дом. Възможно е да е живял под друго име.